# Meisdorf
Meisdorf ist ein Ortsteil der Stadt Falkenstein/Harz im Landkreis Harz in Sachsen-Anhalt. 2000 wurde Meisdorf ein staatlich anerkannter Erholungsort.

## Geographische Lage

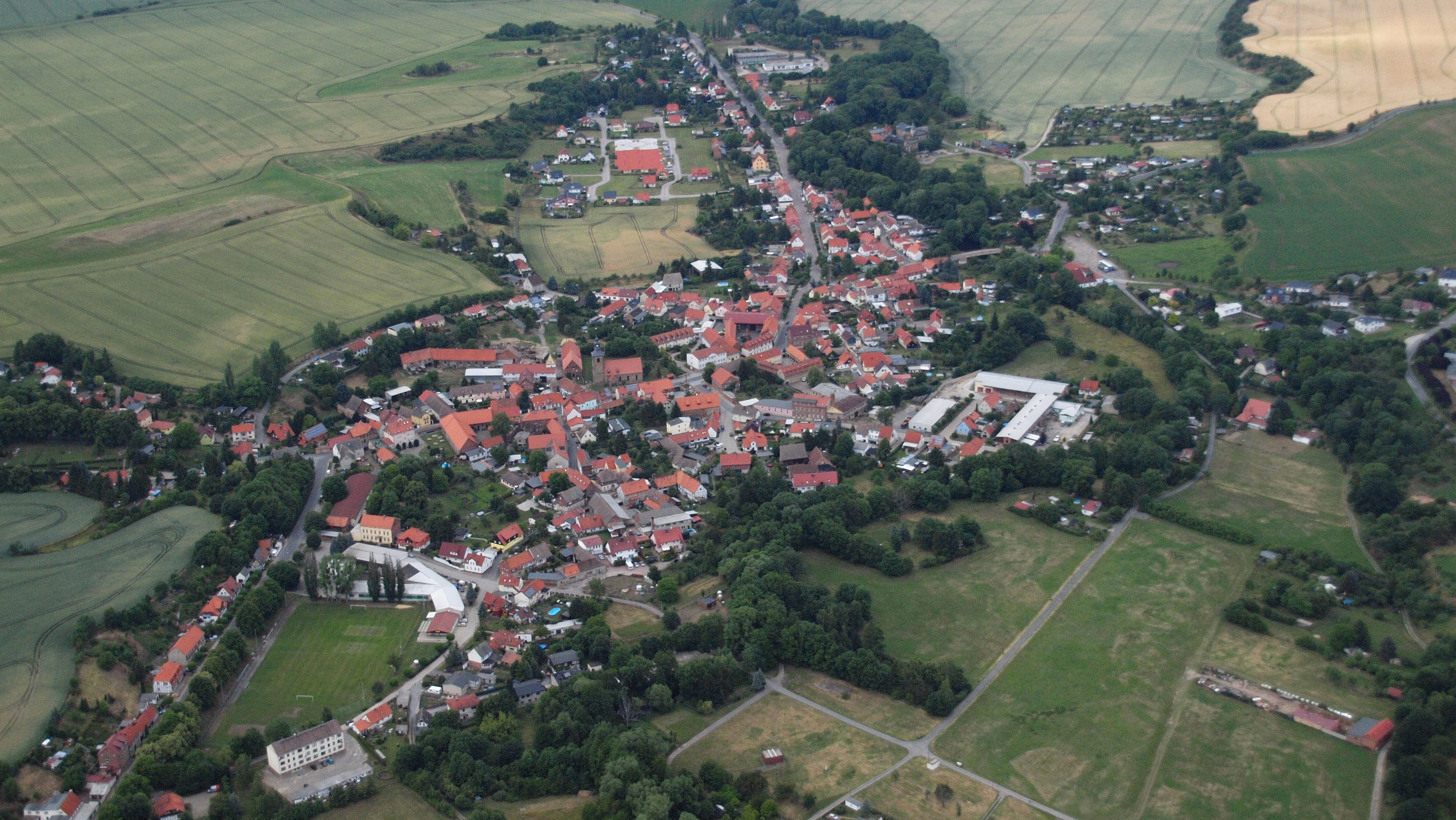
Meisdorf, Luftaufnahme (2015)

Meisdorf liegt am Ostfuß des Harzes im Osten des Naturparks Harz/Sachsen-Anhalt auf rund 200 m ü. NN. Es wird von der Selke durchflossen, die im zum Harz gehörigen Unterharz und Mansfelder Land das Selketal bildet. Südwestlich von Meisdorf liegen oberhalb des Flusses die Burgruine Anhalt, die Burg Falkenstein sowie die Burgställe Alter Falkenstein und Ackeburg. Westlich des Orts befindet sich die Quelle Strulle.

## Geschichte

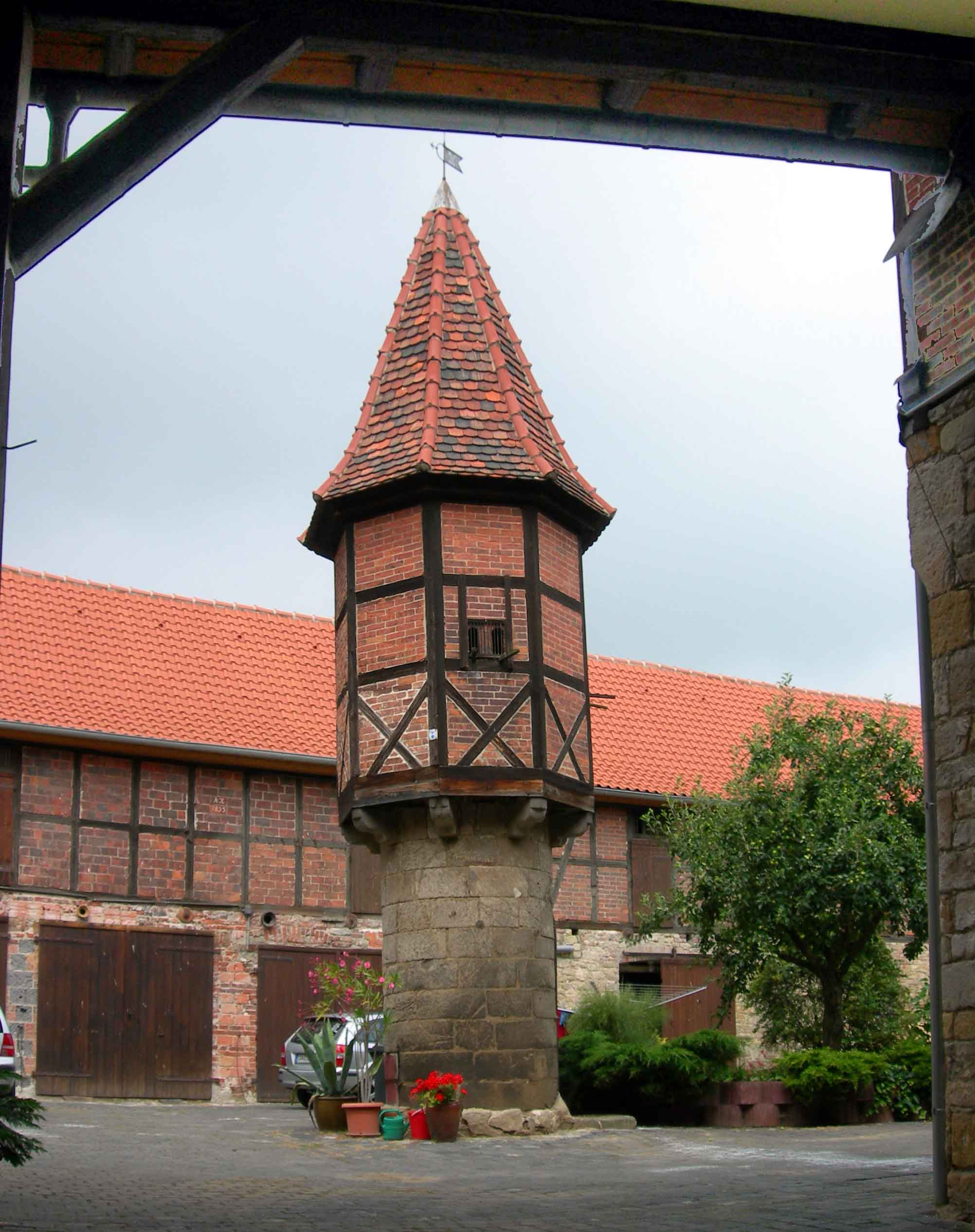
Taubenturm in Meisdorfer Hof

Meisdorf wurde 1184 (nach anderen Angaben 1219) erstmals als „Meystorp“ bzw. „Meyßtorp“ urkundlich erwähnt. Die Burgherren von Falkenstein waren lange Zeit im Besitz des Ortes. Charakteristisch für den Ort sind wehrhafte Bauernhöfe, z. B. der Wendenburgische Hof und der Möhringsche Hof. Historisch lassen sich sieben Ringhöfe (siehe auch Vierseithof) nachweisen.
Im Selketal haben sich bereits in frühen Zeiten einige Mühlen angesiedelt, von denen die 1512 errichtete Wassermühle seit 1932 im Besitz der Familie Bischof ist.
Nach den Falkensteinern kamen die Asseburger in den Besitz der Burg Falkenstein; sie errichteten Ende des 18. Jahrhunderts ein Schloss am Rande Meisdorfs, mit dem es durch eine Allee verbunden ist. Die heute als Parkhotel Schloss Meisdorf genutzte Anlage ist von einem Park mit einheimischen und exotischen Gehölzen umgeben. Außerdem besteht dort das Asseburg’sches Erbbegräbnis und das Kriegerdenkmal Meisdorf.
Am 1. Januar 2002 schloss es sich mit den Nachbargemeinden Ermsleben, Endorf, Neuplatendorf, Pansfelde, Reinstedt und Wieserode zur Stadt Falkenstein/Harz zusammen, die nach der Burg Falkenstein benannt ist.

## Meisdorfer Dorfkirche

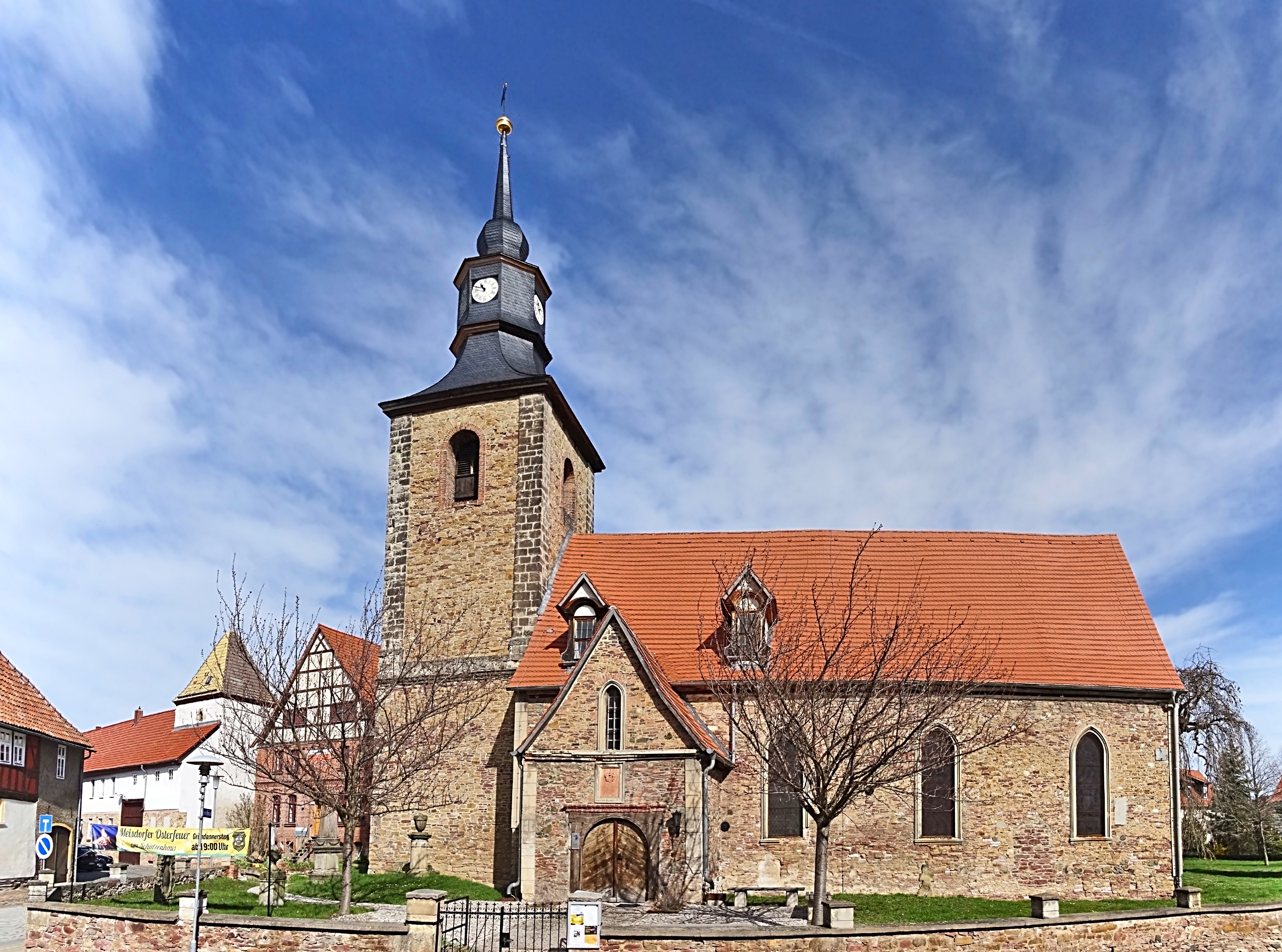
Meisdorfer Patronatskirche

Besondere Aufmerksamkeit verdient die Kirche inmitten Meisdorfs, deren Ursprünge im 14. Jahrhundert vermutet werden. Vom Ende des 15. Jahrhunderts bis 1945 diente sie der Familie von der Asseburg als Patronatskirche, woran eine noch heute vorhandene Grafenloge erinnert.
Ihre gegenwärtige Gestalt erhielt die Kirche zu Meisdorf im Wesentlichen durch einen 1686 abgeschlossenen Umbau, bei dem die Zerstörungen des Dreißigjährigen Krieges beseitigt wurden.
Sehenswert ist die barocke Ausstattung mit einem mehrgeschossigen Hochaltar, dem Taufengel und einer intarsiengeschmückten Kanzel aus dem Jahr 1696 samt Kanzeluhr. Die Brüstungen der Patronatsloge und der unteren der beiden umlaufenden Emporen sind mit Bildern bemalt, die überwiegend Stationen des Lebens Jesu darstellen.
Der Förderverein für die Erhaltung der Kirche zu Meisdorf e. V. bemüht sich um dringend erforderliche Instandsetzungsarbeiten und führt in den Kirchenräumen u. a. Führungen, Chor- und Orgelkonzerte sowie wechselnde Ausstellungen durch.
Die Meisdorfer Kirche ist als Tauf- und Hochzeitskirche beliebt, wobei standesamtliche Trauungen im Schloss Meisdorf stattfinden können.

Meisdorfer Dorfkirche
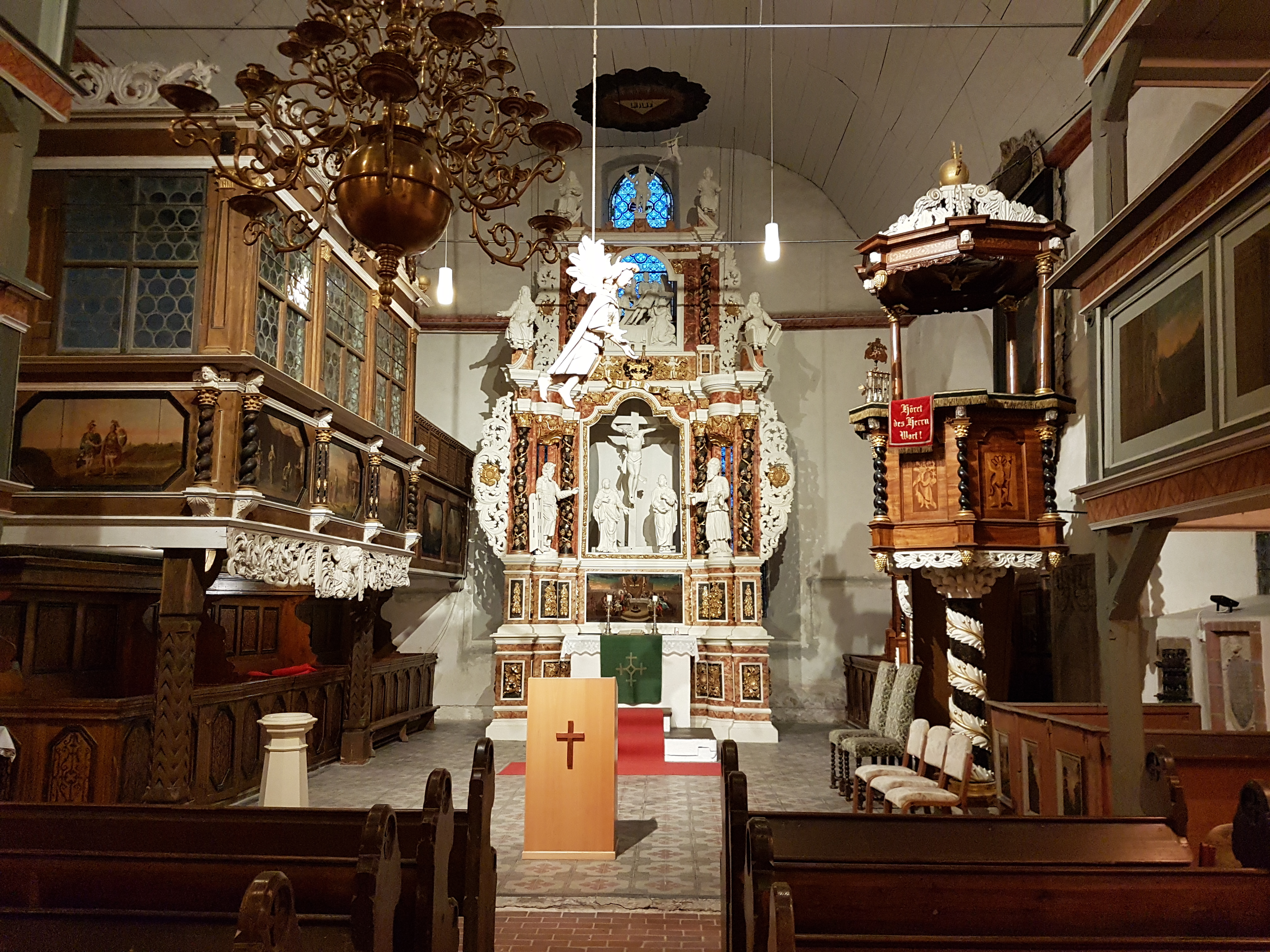
Blick zum Altarraum
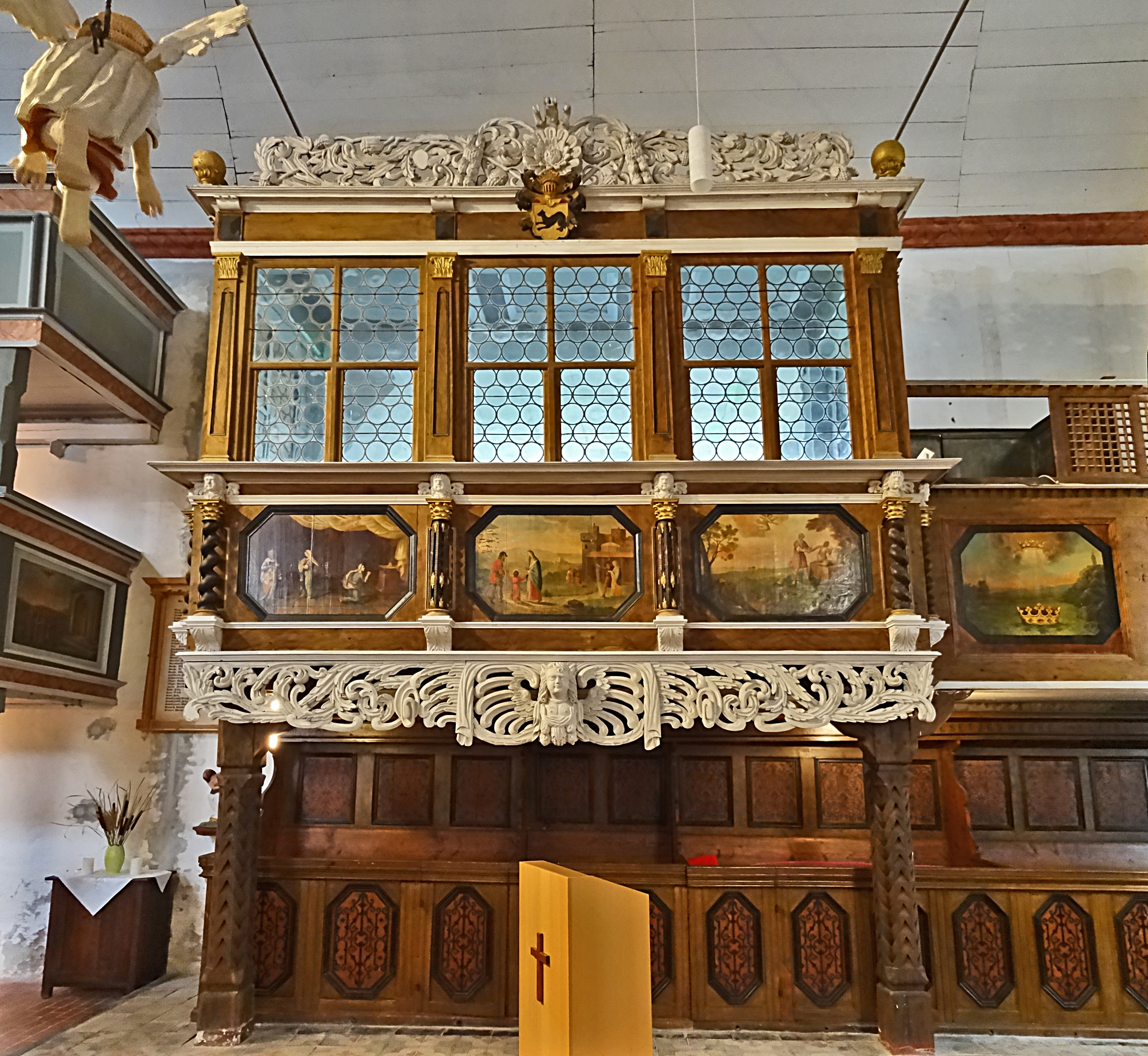
Patronatsloge der Herren von der Asseburg
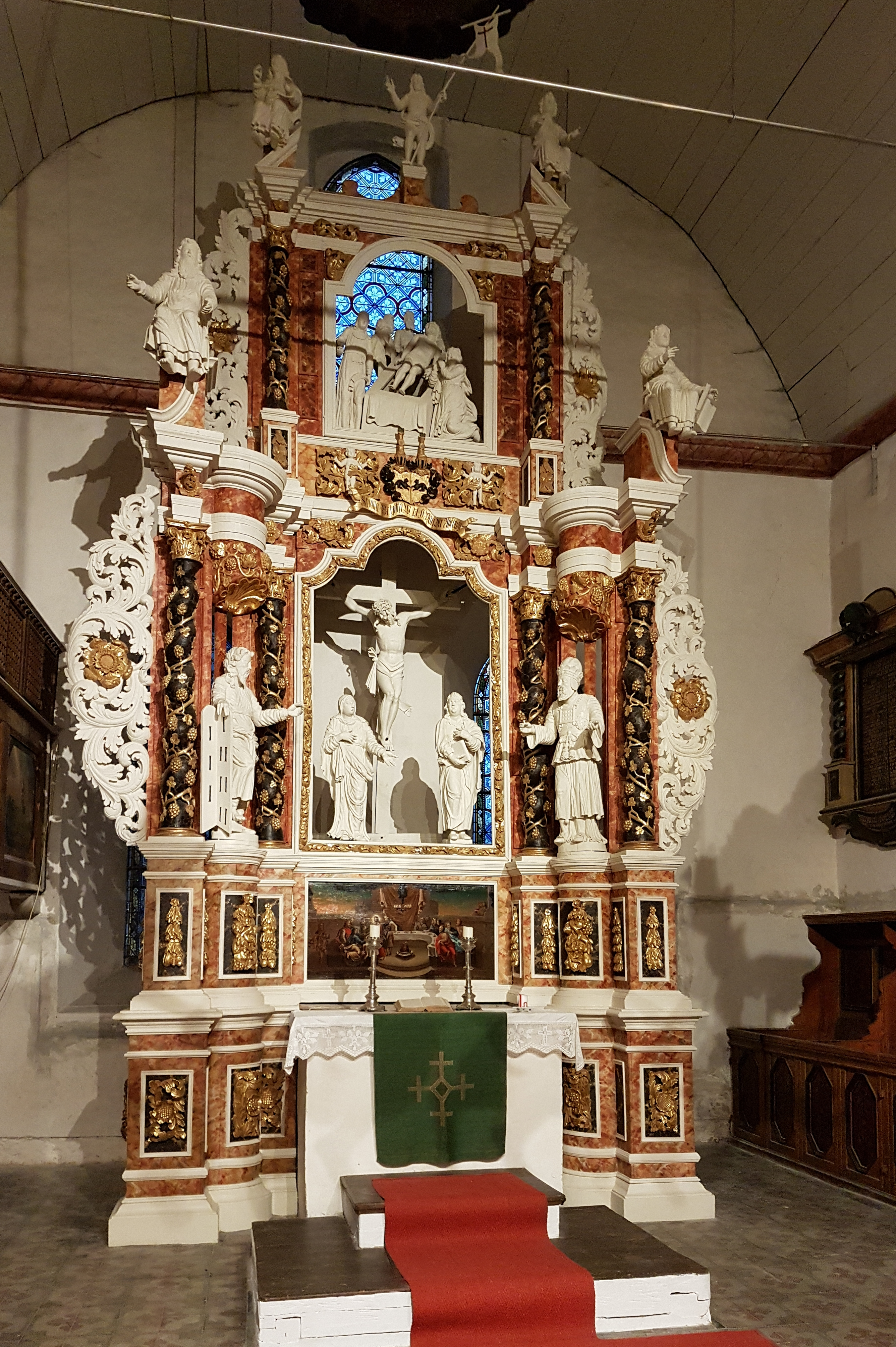
Barocker Hochaltar
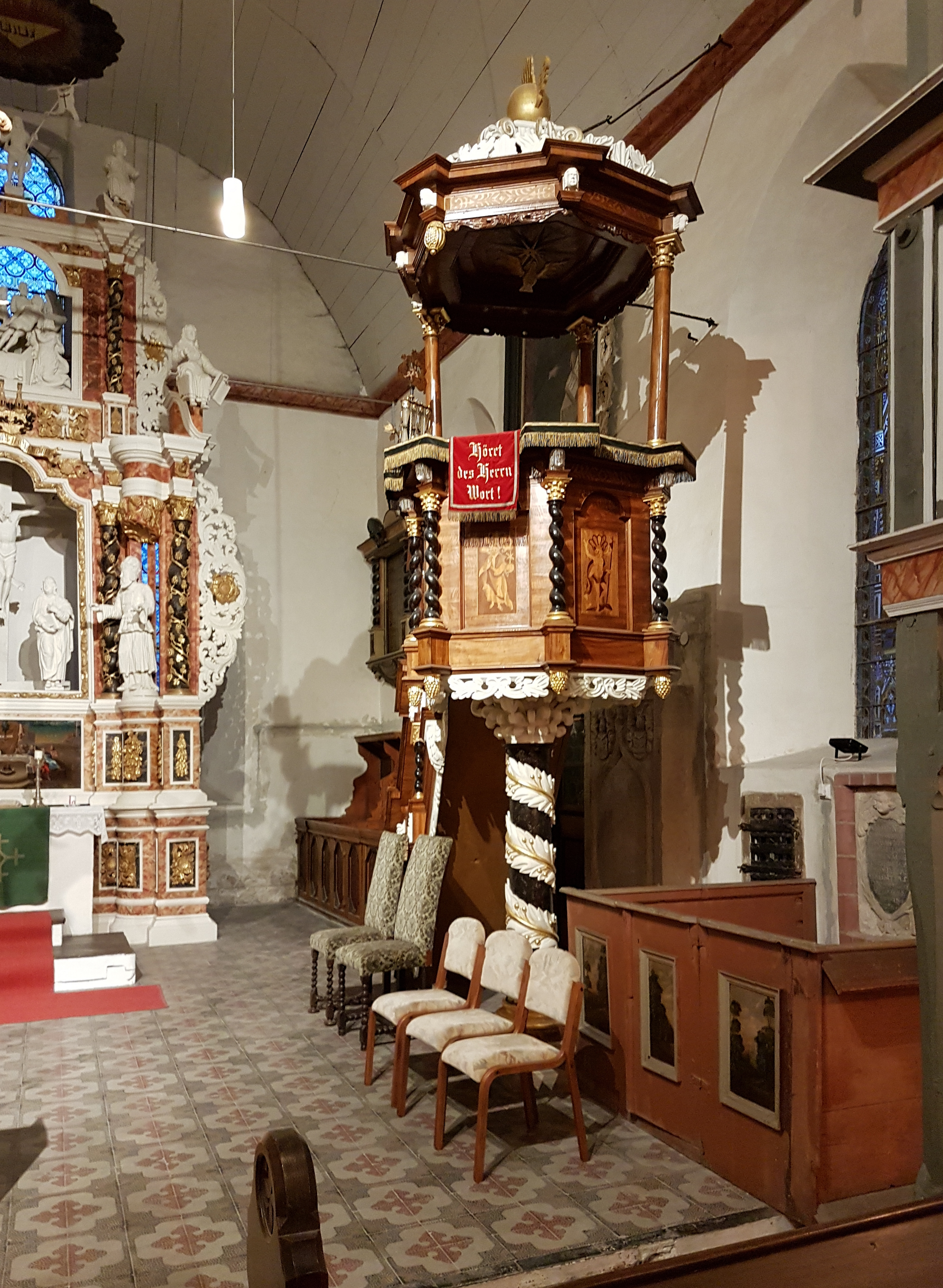
Kanzel mit Predigeruhr
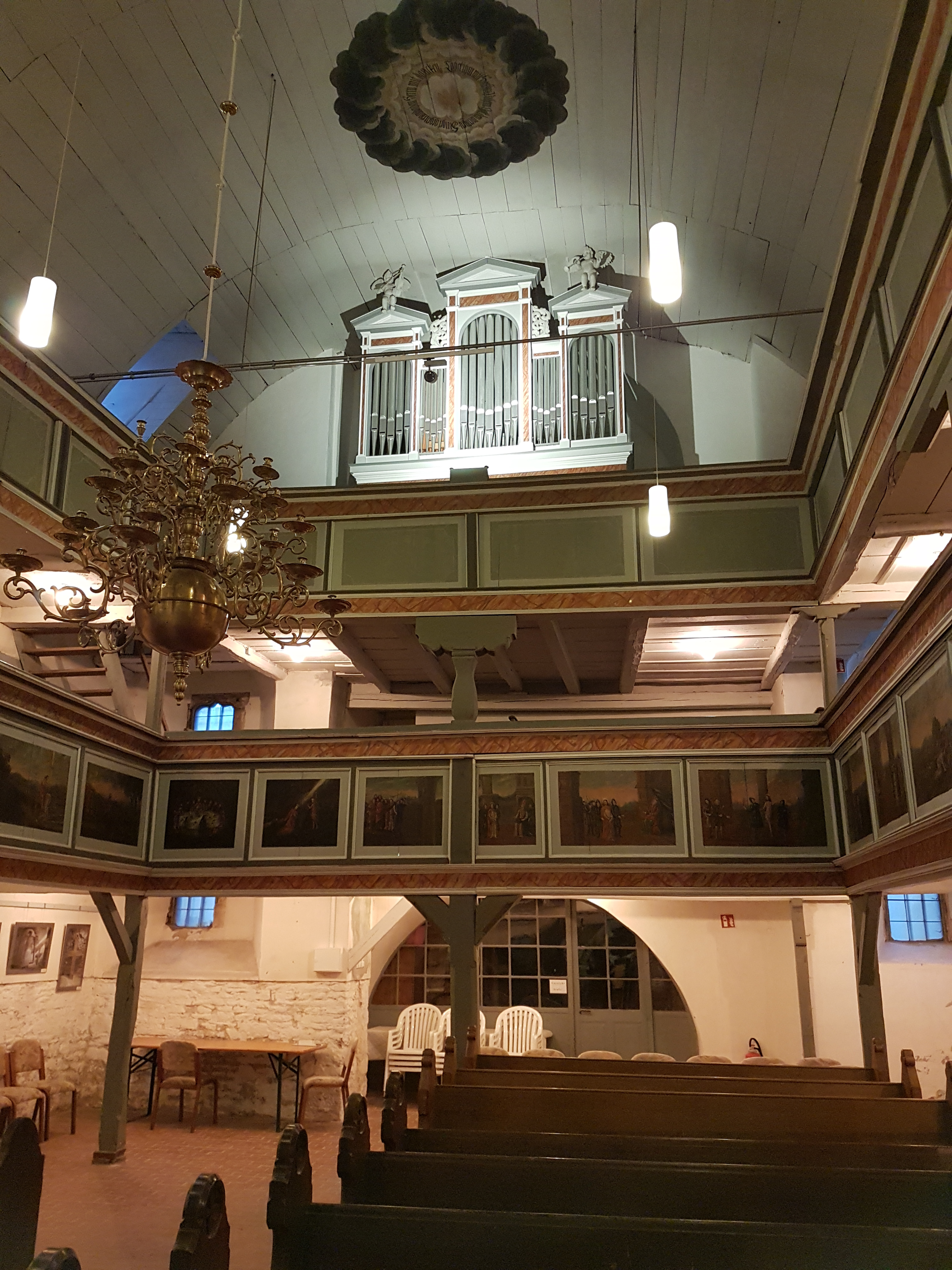
Blick zur Orgel und Doppelempore

## Kultur und Freizeit

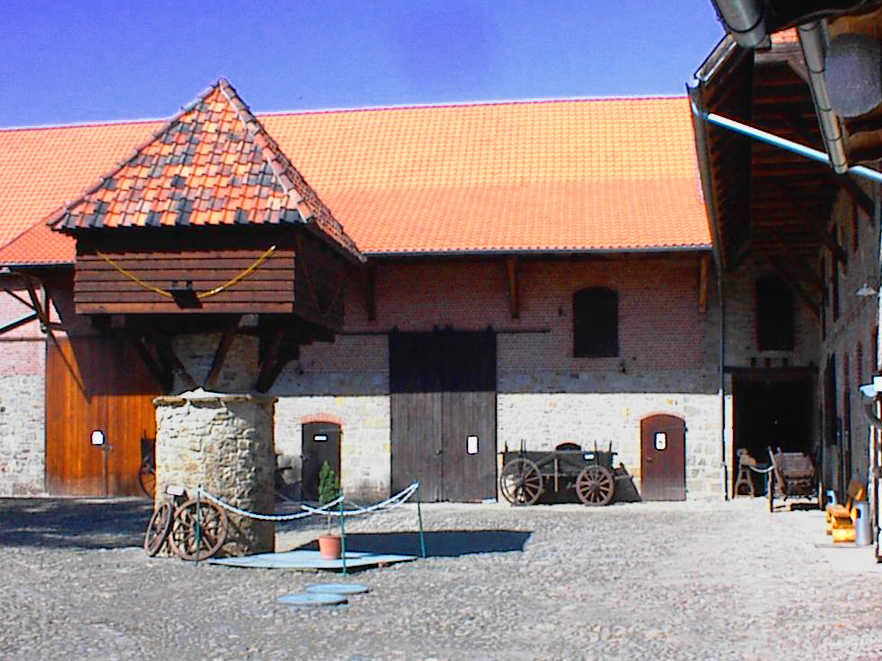
Museumshof Meisdorf

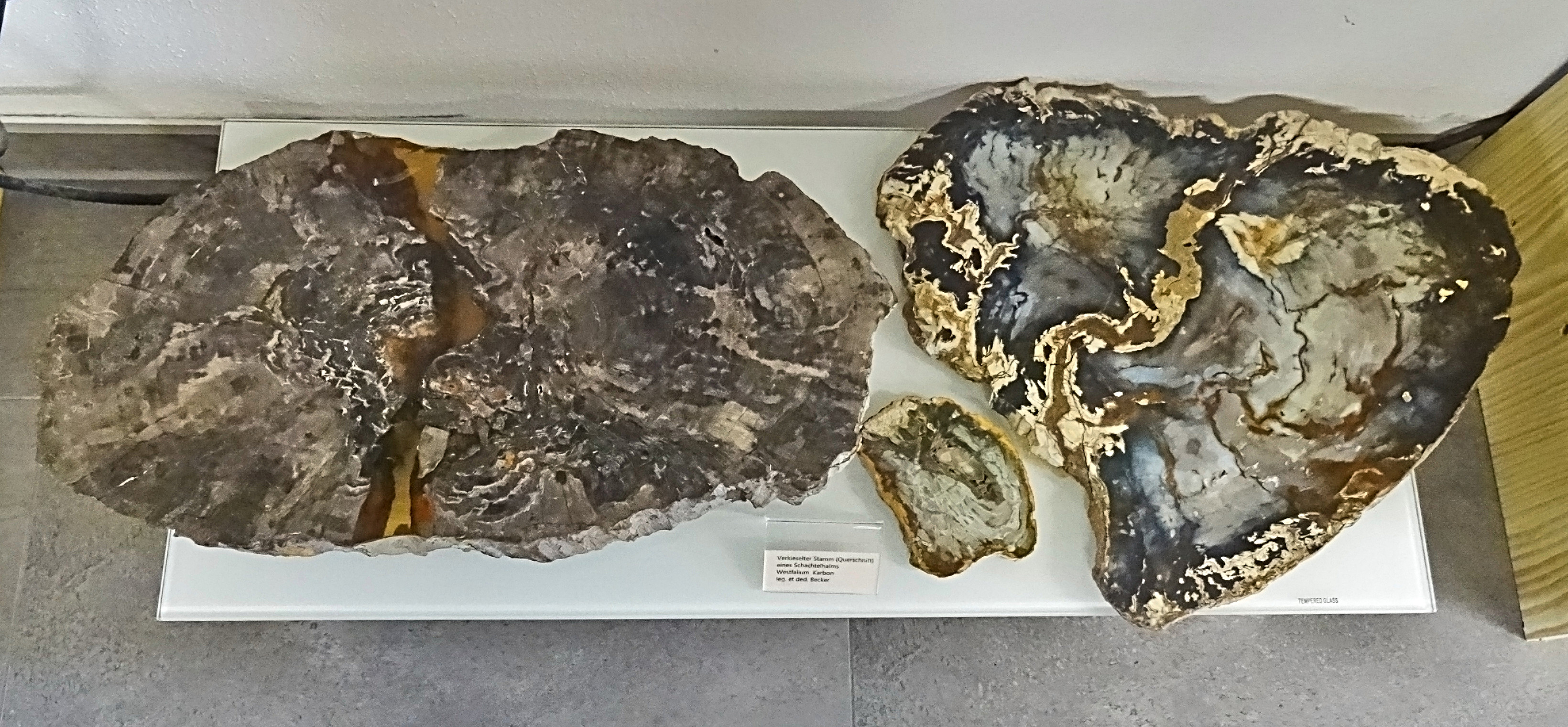
Geologie des Harzes im Haus der Natur

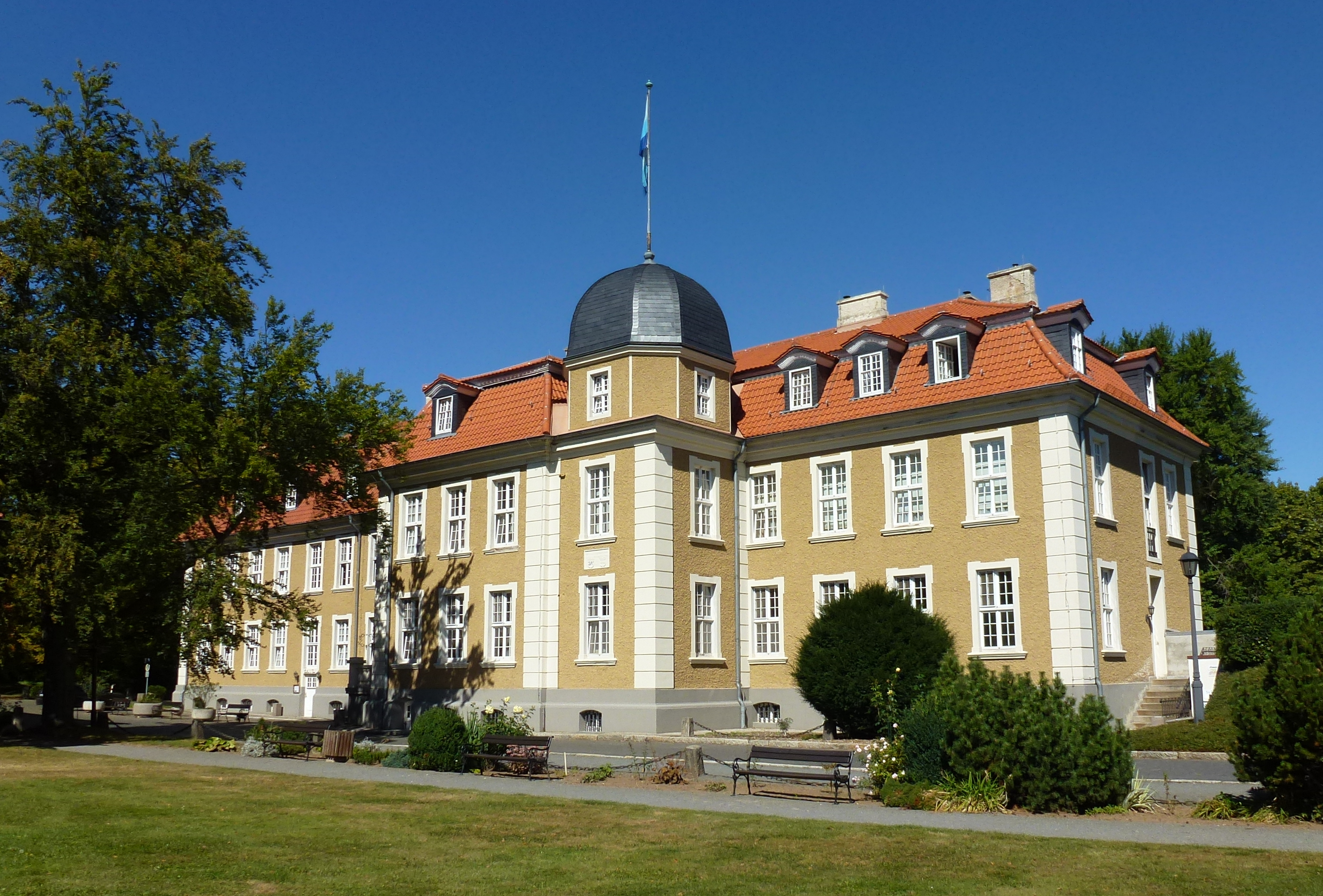
Schloss Meisdorf, neues Schloss

- Die Umgebung Meisdorfs, darunter das Selketal, ist durch zahlreiche Rad- und Wanderwege, z. B. den Europaradweg R1, erschlossen. Über die dortige Selkemühle ist die Burgruine Anhalt auf dem Großen Hausberg und über den Falkensteiner Weiler Gartenhaus die Burg Falkenstein erreichbar, die an der Südroute der geschichtsträchtigen Straße der Romanik steht.
- Am Südwestrand von Meisdorf steht das Schloss Meisdorf (heutiges Parkhotel Schloss Meisdorf); nordwestlich davon liegt der 18-Loch-Golfplatz des Golfclub Schloß Meisdorf e.V.
- Im Museumshof (Ringhof aus dem 17. Jahrhundert) werden historische land- und hauswirtschaftliche Exponate und Dokumente zur Geschichte Meisdorfs gezeigt. Dort befindet sich auch die Touristinformation. Direkt gegenüber im Haus der Natur auf dem Hof Wendenburg findet sich eine Ausstellung zur Geologie des Harzes. Die Erdgeschichte und die Entstehung der Arten werden anschaulich erklärt.[5]
- Seit dem Jahr 2008 findet die Schnittermeisterschaft statt, die vom Schnitterfest begleitet wird. Bei dem Wettkampf geht es um die schnellste und sauberste Mahd eines Stückes Wiese.[6]

## Verkehr
Im 19. Jahrhundert erhielt Meisdorf Bahnanschluss an die heute stillgelegte Linie Frose–Quedlinburg.
Der öffentliche Personennahverkehr wird unter anderem durch den PlusBus des Landesnetzes Sachsen-Anhalt erbracht. Folgende Verbindung führt durch Meisdorf:
- Linie 240: Quedlinburg ↔ Gernrode ↔ Ballenstedt ↔ Meisdorf ↔ Aschersleben

Die Bundesstraße 185 von Ballenstedt nach Aschersleben ist nördlich von Meisdorf erreichbar.